# Vestito rosso Versace di Cindy Crawford
Il vestito rosso Versace di Cindy Crawford è l'abito indossato dalla supermodella statunitense in occasione della 63ª edizione della cerimonia di premiazione degli Oscar il 25 marzo 1991. L'abito, in seguito influenzerà molta della moda successiva, e sarà oggetto di un fitto mercato di copie e falsi.
Il vestito indossato dalla modella e disegnato da Versace era un abito da sera lungo di colore rosso, con spalline e profonda scollatura.
La modella accompagnava il fidanzato dell'epoca, l'attore Richard Gere, che avrebbe dovuto presentare l'oscar alla migliore scenografia insieme a Susan Sarandon. Il red carpet degli Oscar 1991 rappresentano la prima occasione ufficiale in cui Gere e la Crawford si mostrano insieme come coppia.
In un sondaggio del 2008 condotto da Debenhams e pubblicato su The Telegraph, il vestito è stato votato al dodicesimo posto nella classifica dei migliori abiti di tutti i tempi visti su un red carpet.
Un altro sondaggio del 2010 condotto dal sito offerssupermarket.co.uk relativamente agli abiti più memorabili degli ultimi cinquanta anni, ha posizionato il vestito della Crawford al decimo posto, scelto dal 44% dei votanti.
Anche la rivista online Now Celebrity News & Style ha inserito l'abito rosso Versace fra i migliori dieci mai comparsi sul red carpet degli Oscar.